# Vossé
Vossé är ett samhälle i Burkina Faso.   Det ligger i provinsen Bazega Province och regionen Centre-Sud, i den centrala delen av landet, 60 km sydost om huvudstaden Ouagadougou. Vossé ligger 254 meter över havet och antalet invånare är 2 722.
Terrängen runt Vossé är platt. Runt Vossé är det ganska tätbefolkat, med 62 invånare per kvadratkilometer.. Det finns inga andra samhällen i närheten.
Omgivningarna runt Vossé är en mosaik av jordbruksmark och naturlig växtlighet.